# Sphaerodactylus exsul
Espèce
Synonymes
- Sphaerodactylus notatus exsul Barbour, 1914

Sphaerodactylus exsul est une espèce de geckos de la famille des Sphaerodactylidae.

## Répartition
Cette espèce est endémique des îles Swan au Honduras.

## Publication originale
- Barbour, 1914 : A Contribution to the Zoögeography of the West Indies, with Especial Reference to Amphibians and Reptiles. Memoirs of the Museum of Comparative Zoölogy, vol. 44, no 2, p. 205-359 (texte intégral).